# Коровники (Смоленская область)
Коровники — деревня в Кардымовском районе Смоленской области России. Входит в состав Соловьёвского сельского поселения.
Расположена в центральной части области в 19 км к востоку от Кардымова, в 0,1 км южнее автодороги Р134 «Старая Смоленская дорога» Смоленск — Дорогобуж — Вязьма — Зубцов, на берегу реки Устром. В 19 км западнее деревни расположена железнодорожная станция Кардымово на линии Москва — Минск, в 19 км северо-западнее — станция Присельская, в 18 км севернее — станции Ярцево и Милохово.

## История
В годы Великой Отечественной войны деревня была оккупирована гитлеровскими войсками в августе 1941 года, освобождена в сентябре 1943 года.